# Test de Hühner
Le test post-coïtal (ou test de Hühner) est un test réalisé dans le cadre du bilan d'infertilité du couple. Celui-ci a pour but l'étude de la glaire cervicale et de son hospitalité vis-à-vis des spermatozoïdes du conjoint. Il permet de dépister une pathologie de la glaire cervicale, de préciser les caractéristiques de mobilité des spermatozoïdes in vivo et de rechercher une incompatibilité immunologique entre le sperme et le mucus.

## Réalisation du test

### Rapport sexuel avant le prélèvement
Le test doit être réalisé en période pré-ovulatoire, environ 2 jours avant la date présumée de l'ovulation (soit aux alentours du 12e jour du cycle pour un cycle de 28 jours), et après avoir respecté une période d'abstinence sexuelle de 3 à 5 jours. 
Le rapport sexuel vaginal réceptif doit être réalisé sans préservatif ni lubrifiant. Un repos de 30 minutes allongé est respecté après le rapport et aucune toilette intime n'est effectuée. Le recueil de la glaire cervicale est effectué entre 6 et 12 heures après le coït. 

### Prélèvement de la glaire cervicale
Le prélèvement de la glaire cervicale est précédé d'un nettoyage de l'exocol par un tampon afin de ne pas contaminer la glaire cervicale par des sécrétions vaginales. La glaire endocervicale est ensuite aspirée à l'aide d'un cathéter pour recueil cervical (Aspiglaire). 
Le prélèvement est transporté au laboratoire rapidement, en prenant soin de limiter au maximum la quantité d'air présente dans le dispositif. La glaire est ensuite analysée (elle peut être conservée jusqu'à 4 jours à 4 degrés, la congélation n'est pas recommandée).

### Test biologique

#### Aspects légaux
Le résultat du test biologique doit comporter : 
- le jour du cycle ;
- le délai depuis le coït ;
- le degré de dilatation du col ;
- l'abondance de la glaire cervicale ;
- la filance de la glaire cervicale ;
- la transparence et la cristallisation de la glaire cervicale ;
- la densité de spermatozoïdes par champ ;
- le pourcentage de spermatozoïdes mobiles progressifs ;
- le pourcentage de spermatozoïdes mobiles non progressifs (avec précision du caractère éventuellement oscillant) ;
- le pourcentage de spermatozoïdes immobiles ;
- le pH ;

L'examen s'effectue au microscope optique (si possible à contraste de phase), à l'objectif x25.

#### Score d'Insler
Le score d'Insler, caractérisant l'état du col et de la glaire avant ovulation, est calculé lors du prélèvement.
| Ouverture du col     | Abondance de la glaire | Limpidité de la glaire  | Filance de la glaire         |
| -------------------- | ---------------------- | ----------------------- | ---------------------------- |
| Entrouvert (1 point) | Faible (1 point)       | Trouble (1 point)       | 1-2 cm (1 point)             |
| Ouvert (2 points)    | Moyenne (2 points)     | Opalescent (2 points)   | 2-4 cm (2 points)            |
| Béant (3 points)     | Abondante (3 points)   | Eau de roche (3 points) | Du col à la vulve (3 points) |

L'addition des différentes notes des quatre caractéristiques (ouverture du col, abondance, limpidité et filance) permet d'obtenir le score :
- nul : 0-3 points ;
- insuffisant : 4-7 points ;
- bon : 8-10 points ;
- excellent : 11-12 points.

### Interprétation des résultats

#### Test positif
Le test est dit positif si :
- le délai depuis le rapport (6-12 heures), l'abondance, la filance (viscosité minimale), la transparence, la cristallisation (de troisième et quatrième ordre) et le pH (entre 6,5 et 8,5) sont corrects ;
- la glaire comporte peu de cellules, peu de leucocytes, et peu voire pas de germes ;
- la glaire renferme plus de 20 spermatozoïdes mobiles (fléchants et lents) par champ microscopique.

La positivité du test permet d'écarter une hostilité de la glaire cervicale envers les spermatozoïdes ou une mauvaise interaction glaire-sperme.

#### Test négatif avec mauvaise qualité de la glaire cervicale
- La glaire est peu abondante, visqueuse, opaque, cristallisant mal.
- la glaire comporte d'assez nombreux leucocytes et/ou cellules ;
- les spermatozoïdes vivants mobiles sont rares ou absents ;
- le prélèvement a été certainement effectué en dehors de la phase pré ovulatoire. Il convient de recommencer deux à trois jours plus tard, ou les cycles suivants. Si la qualité de la glaire ne s'améliore pas après deux tests de Hühner consécutifs, une stimulation hormonale est recommandée ;
- si le PH est nettement acide, la sécrétion de la glaire peut être pathologique ou il existe une infection bactérienne.

Dans ce cas de figure, c'est probablement la glaire cervicale qui est en cause.

#### Test négatif avec bonne qualité de la glaire
- Le délai depuis le rapport (8 à 12 heures), l'abondance, la filance (viscosité minimale), la transparence, la cristallisation (de troisième et quatrième ordre), le pH (entre 6,4 et 8) sont corrects ;
- la glaire ne comporte que peu de cellules, peu de leucocytes, peu voire pas de germes ;
- la glaire ne renferme pas plus de 5 à 10 spermatozoïdes vivants mobiles par champs. Il faut s'assurer qu'il y a bien eu rapport complet lors du coït, que l'éjaculât est réel et que le spermogramme est normal. Il faut corréler le nombre et la mobilité résiduelle des spermatozoïdes retrouvés lors du test avec ce qui est constaté lors du spermogramme.

En cas de spermogramme normal, la glaire ou l'interaction glaire-spermatozoïdes est vraisemblablement en cause. Il convient alors de réaliser un test de pénétration in vitro croisé pour sensibiliser la réponse et pour savoir si l'anomalie provient du sperme ou de la glaire.
La négativité du test fait discuter l'insémination intra-utérine.

#### Phénomène deshaking
Un phénomène de shaking (spermatozoïdes frémissants sur place) peut être constaté, il faut alors évoquer la présence d’une immunisation anti-spermatozoïdes dans la glaire ou le sperme (présence d'anticorps anti-spermatozoïdes), réaliser un test croisé puis explorer cette immunisation. Le principe du test de pénétration croisé est proche de celui du test post-coïtal mais le sperme et la glaire cervicale des conjoints sont mis en contact avec du sperme et de la glaire cervicale témoins afin de déterminer plus précisément la part relative de chaque partenaire dans l’infertilité.

## Utilité et controverses
Le test post-coïtal de Hühner (TPC) est non douloureux, peu onéreux, de réalisation simple, et considéré par certains comme un examen de première intention dans l'exploration d'une infertilité de cause inconnue (aux côtés du spermogramme et du spermocytogramme). Cependant, son utilisation est débattue depuis une vingtaine d’années. 
Ce test est traditionnellement utilisé pour diagnostiquer des infertilités d’origine cervicale où un traitement par insémination intra-utérine (IIU) aboutirait à une grossesse. Sur cinq études portant sur cette thérapeutique, trois concluent à l’absence d’efficacité de l’IIU (Friedman et al., 1989 ; Chaffkin et al., 1991 ; Kirby et al., 1991) et deux au bénéfice de celle-ci dans le traitement de l’infertilité (te Velde et al., 1989 ; Check et al., 1995). Une étude conclut à une augmentation de traitement à la suite de la réalisation de TPC sans augmentation de grossesse (Oei et al., 2001). Dans trois études (Eimers et al., 1994 ; Oei et al., 1995 ; Snick et al., 1997) un TPC anormal diminue de deux à trois fois la probabilité d'une grossesse naturelle et serait donc un bon test prédictif. L’étude de Glazener et al., 2000, conclue à l’utilité du TPC en tant que test prédictif de survenue de grossesse naturelle uniquement chez les couples dont la durée de l’infertilité est inférieure à trois ans. 
La méta-analyse de JR Zorn, 2006, démontre que toutes les études prônant la disparition du TPC sont constituées de biais importants et qu’en cela il n'y a aucune raison scientifique — si nous raisonnons en termes d’EBM — à invalider ce test dans l'exploration d’une infertilité. Il y aurait un intérêt diagnostique, pronostique voire thérapeutique à la pratique d’un TPC dans le bilan d’infertilité de première intention, intérêt augmenté chez certains couples aux critères bien définis. 
Il est unanimement reconnu que l’intérêt d’un TPC mal interprété — en raison d’une réalisation dans de mauvaises conditions par exemple — est faible voire nul.